# Kósa-Huba Ferenc
Kósa-Huba Ferenc (Losonc, 1910. május 7. – Kolozsvár, 1983. szeptember 23.) magyar szobrász, keramikus.

## Pályafutása
1939-ben a temesvári Szépművészeti Iskolában végezte tanulmányait. 1939 decemberében a Barabás Miklós Céh kolozsvári kiállításán szerepelt. 1941-42-ben restaurálta Fadrusz János kolozsvári 
Mátyás király emlékművet. Ugyanekkor a kolozsvári Vendéglátó Iparosok Szövetsége megbízásából elkészítette a Mátyás-szobor kicsinyített másolatát, amelyet Kassa városának ajándékoztak. A második világháború során szovjet fogságba került. Hazatérve 1949-től a Ion Andreescu Képzőművészeti Főiskolán az agyagművészet gyakorlati vezetője volt 1973-ig. Szintén ő restaurálta a Karolina-oszlopot és a Mária-oszlopot.

## Egyéni kiállításai
- 1958, 1969: Képzőművészeti Galéria, Kolozsvár
- 1980: Korunk Galéria, Kolozsvár.
- 1981: Báthory István Elméleti Líceum galériája, Kolozsvár